# Raimondo Ruggero I di Pallars Sobirà
Raimondo Ruggero I di Pallars Sobirà (in spagnolo Ramòn Rogelio, in catalano Ramon Roger, in francese Raymond; Roger; prima metà secolo XIII – 1295 circa) Conte di Pallars Sobirà dal 1288 alla sua morte.

## Origine
Raimondo Ruggero, secondo la Gran enciclopèdia catalana, era il figlio secondogenito del visconte di Conserans e Conte di Pallars Sobirà, Ruggero II e di Sibilla de la Berga, discendente dei visconti di Berga.

Ruggero I di Pallars Sobirà, secondo Pierre de Guibours, detto Père Anselme de Sainte-Marie o più brevemente Père Anselme, era il figlio del Visconte di Carcassonne e di Couserans, poi Conte di Pallars Sobirà, Ruggero I e di Cecilia di Forqualquier.

## Biografia
Suo padre, Ruggero II, aveva stabilito che per la successione nei suoi titoli, contrariamente alle disposizioni paterne avrebbero potuto succedergli anche i figli illegittimi e le figlie femmine; ma nel 1256, Ruggero II cambiò le sue disposizioni e decise di lasciare i suoi domini al figlio legittimo primogenito, Arnaldo Ruggero e non al primogenito, Ruggero di Couserans, che era illegittimo, ma che si ribellò, divenendo visconte di Coserans.
Avendo perso il controllo dei suoi domini transpirenaici, suo padre, Ruggero II, e poi suo fratello, Arnaldo Ruggero I, si dedicarono ai possedimenti catalani e a migliorare i rapporti con le casate nobili catalane.
Ancora secondo Père Anselme, Ruggero II morì nel 1256, o poco dopo, e gli succedette il fratello di Raimondo Ruggero, Arnaldo Ruggero I, che lo associò nel governo della contea e governò durante le assenze del fratello; infatti sia nel documento n° 259 del El Monestir de Santa Maria de Gerri (segles XI-XV) Collecció Diplomática, II (non consultato), datato 1260, inerente ad una donazione di Arnaldo Ruggero I (Arnaldus Rogerii comes Pallariensis), Raimondo Ruggero viene citato col titolo di Conte (dominus Raimundus comes Pallieriensis), che nel documento n° 262 del El Monestir de Santa Maria de Gerri (segles XI-XV) Collecció Diplomática, II (non consultato), datato 1270, inerente ancora una donazione di Arnaldo Ruggero I (Dominus Arnaldus Rogerii Dei gratia comes Pallariensis ), Raimondo Ruggero viene citato col titolo di Conte (Raimundi Rogerii fratris domini comitis).
A seguito dell'imposizione dell'imposta sul bestiame dal re d'Aragona, Pietro III il Grande, i nobili catalani si ribellarono: la rivolta si infiammò soprattutto nelle contee di Urgell, di Foix, di Pallars e di Cardona, oltre che nella Baronia di Erill e condusse, nel 1280, all'assedio di Balaguer, alla cui caduta, l'opposizione feudale catalana fu definitivamente sconfitta, ed in quell'occasione, Raimondo Ruggero fu fatto prigioniero dalle truppe reali.
Poi però fu graziato e, l'anno dopo, riottenne la libertà.
Raimondo Ruggero, poi combatté dalla parte francese durante l'invasione della Catalogna del 1285, al seguito del conte Ruggero Bernardo III di Foix, che, dopo Balaguer, fu imprigionato per quasi quattro anni, e quindi non è grato all'allora scomunicato re d'Aragona, Pietro III che prontamente si era schierato con gli invasori francesi ai quali prima si arrendono Elne, il 25 maggio del 1285, e poi, il 7 settembre, Gerona, dopo 10 settimane d'assedio, mentre Raimondo Ruggero fece da intermediario tra gli arresi e il conte di Foix.
Suo fratello, Arnaldo Ruggero I, morì verso il 1288, e Raimondo Ruggero gli succedette in quanto la nipote Sibilla era ancora minorenne.
Raimondo Ruggero adottò una linea di fedeltà alla monarchia e nella lunga lotta contro i visconti di Coserans, ebbe l'appoggio del re d'Aragona, Alfonso, detto il Liberale.

Nei conflitti del 1293, Raimondo Ruggero si alleò con il visconte Raimondo Folch VI de Cardona contro i Moncada e contro i conti di Empúries e di Urgell.
Raimondo Ruggero morì verso il 1295, senza discendenza; gli succedette la nipote Sibilla, figlia del fratello, Arnaldo Ruggero I; la morte di Ruggero Raimondo viene confermata dalla Litterae de dote Blanchae, datata 1296, in cui la moglie Bianca (Blancha Dei gratia comitissa Pallariensis) lo cita come defunto (Raymundo Rogerii bonæ memoriæ comiti de Pallars).

## Matrimonio e discendenza
Raimondo Ruggero, aveva sposato Bianca de Bellera, figlia di un discendente dei baroni di Bellera e della moglie, Sibila de Peralta; il matrimonio viene confermato dalla Litterae de dote Blanchae in cui Bianca chiede al fratello la sua dote, a nome del defunto marito.
Raimondo Ruggero da Bianca non ebbe figli.

### Fonti primarie
- (LA)  Veterum Scriptorum I.
- (LA)  Documents des archives de la Chambre des Comptes de Navarre : 1196-1384.
- (OC, FR)  Chroniques romanes des comtes de Foix.

### Letteratura storiografica
- Hilda Johnstone, Francia: gli ultimi capetingi, in «Storia del mondo medievale», vol. VI, 1999, pp. 569–607
- (FR)  Histoire généalogique et chronologique de la maison royale de France, Tome 2.